# Pupping
Pupping es un municipio situado en el distrito de Eferding, en el estado de Alta Austria, Austria. Tiene una población estimada, a inicios de 2025, de 1861 habitantes.